# ヴェネツィアン・ラプソディー
「ヴェネツィアン・ラプソディー」は、日本の音楽ユニットALI PROJECTの4枚目のシングル。1994年1月19日に東芝EMIからリリースされた。（TODT-3158）

## 概要
- 2トラック目の「エスカルゴ嬉遊曲」の歌詞は全てひらがなになっている。タイトルの嬉遊曲とは、ディヴェルティメントの和訳である。

## 収録曲
- 各楽曲とも、作詞：宝野アリカ/作曲・編曲：片倉三起也

1. ヴェネツィアン・ラプソディー
テレビ朝日「OH!エルくらぶ」エンディングテーマ。
なお、曲中でジョージ・ガーシュウィン作曲の『パリのアメリカ人』と、ピョートル・チャイコフスキー作曲の『スラヴ行進曲』の旋律が引用されている。
2. エスカルゴ嬉遊曲
3. ヴェネツィアン・ラプソディー(オリジナル・カラオケ)

## 収録アルバム
| 曲名                         | 収録アルバム                                | 発売日        | 備考                  |
| ---------------------------- | ------------------------------------------- | ------------- | --------------------- |
| ヴェネツィアン・ラプソディー | 『DALI』                                    | 1994年2月16日 | 2ndオリジナルアルバム |
| ヴェネツィアン・ラプソディー | 『jamais vu』                               | 2000年8月4日  | 1stベストアルバム     |
| ヴェネツィアン・ラプソディー | 『Deja Vu 〜THE ORIGINAL BEST 1992-1995〜』 | 2006年3月8日  | 2ndベスト・アルバム   |
| エスカルゴ嬉遊曲             | 『jamais vu』                               | 2000年8月4日  | 1stベストアルバム     |
| エスカルゴ嬉遊曲             | 『Deja Vu 〜THE ORIGINAL BEST 1992-1995〜』 | 2006年3月8日  | 2ndベスト・アルバム   |